# Ryan Whiting
Ryan Keith Whiting (Harrisburg (Pennsylvania), 24 november 1986) is een Amerikaanse atleet, die gespecialiseerd is in het kogelstoten. Hij nam eenmaal deel aan de Olympische Spelen en bereikte bij die gelegenheid de finale. 

## Carrière
Bij zijn internationale debuut, op de wereldkampioenschappen van 2011 in Daegu, eindigde Whiting als zevende in de finale van het kogelstoten. In 2013 werd deze prestatie zelfs opgewaardeerd naar de zesde plaats, nadat Andrej Michnevitsj was betrapt op dopinggebruik en met terugwerkende kracht was geschorst. Het jaar daarop veroverde de Amerikaan op de wereldindoorkampioenschappen in Istanboel de wereldtitel met een afstand van precies 22 meter.

## Titels
- Wereldindoorkampioen kogelstoten - 2012, 2014
- Amerikaans indoorkampioen kogelstoten - 2011, 2013, 2014

## Persoonlijke records
Outdoor
| Onderdeel   | Prestatie | Datum       | Plaats |
| ----------- | --------- | ----------- | ------ |
| kogelstoten | 22,28 m   | 10 mei 2013 | Doha   |

Indoor
| Onderdeel   | Prestatie | Datum        | Plaats    |
| ----------- | --------- | ------------ | --------- |
| kogelstoten | 22,00 m   | 9 maart 2012 | Istanboel |

## Palmares

### kogelstoten
Kampioenschappen
- 2011:  Amerikaanse indoorkamp. - 21,35 m
- 2011: 6e WK - 20,75 m (na DQ Michnevitsj)
- 2012:  WK indoor - 22,00 m
- 2012: 9e OS - 20,64 m
- 2013 :  Amerikaanse indoorkamp. - 21,80 m
- 2014:  Amerikaanse indoorkamp. - 22,23 m
- 2014:  WK indoor - 22,05 m
- 2017:  Amerikaanse kamp. - 21,54 m
- 2017: 7e WK - 21,09 m

Diamond League-podiumplaatsen
- 2011:  Qatar Athletic Super Grand Prix - 21,23 m
- 2011:  Athletissima - 21,76 m
- 2011:  Weltklasse Zürich - 21,52 m
- 2012:  DN Galan - 20,94 m
- 2012:  Weltklasse Zürich – 21,49 m
- 2013:  Qatar Athletic Super Grand Prix – 22,28 m
- 2013:  Adidas Grand Prix – 21,27 m
- 2013:  Sainsbury’s Grand Prix – 20,89 m
- 2013:  Athletissima – 21,58 m
- 2013:  Weltklasse Zürich – 22,03 m
- 2013:  Memorial Van Damme – 21,45 m
- 2013:  Eindzege Diamond League
- 2014:  Shanghai Golden Grand Prix – 21,31 m